# Rozumivka, Oleksandrivka
Rozumivka (în ucraineană Розумівка) este localitatea de reședință a comunei Rozumivka din raionul Oleksandrivka, regiunea Kirovohrad, Ucraina.

## Demografie
Componența lingvistică a localității Rozumivka
     Ucraineană (98,68%)
     Rusă (1,08%)
     Alte limbi (0,24%)
Conform recensământului din 2001, majoritatea populației localității Rozumivka era vorbitoare de ucraineană (98,68%), existând în minoritate și vorbitori de rusă (1,08%).